# Masat Höyük
Maşat Höyük es un sitio arqueológico hitita de la Edad del Bronce, a unos 100 km al este de Boğazkale/Hattusa, y 20 km al sur de Zile, provincia de Tokat, centro-norte de Turquía, no lejos del río Çekerek. El lugar está bajo uso agrícola y está arado. Fue excavado por primera vez en la década de 1970.
Durante el período hitita, se cree que recibió el nombre de Tappika (Tabigga, Tabikka).

## Historia
El emplazamiento se remonta al menos al Bronce Antiguo. La mayoría de los restos de esta época de la ciudad alta fueron destruidos durante la construcción del palacio hitita. Algunos permanecen en la ciudad baja. 
Los enigmáticos Kaskas incendiaron el lugar durante el reinado de Tudhaliya II.  Fue reconstruido por los hititas durante el reinado de Suppiluliuma I.
Las tablillas cuneiformes del sitio constituyen un nuevo archivo de textos hititas. Las cartas encontradas en Masat Höyük fueron publicadas por Sedat Alp en una edición de dos volúmenes en turco y alemán en 1991. La mayoría de las tablillas recogen la correspondencia mantenida des del lugar con un rey hitita, de nombre "Tudhaliya", probablemente Tudhaliya II; la mayoría trata sobre los Kaska. La capital de los hititas en ese momento alternaba entre Sapinuwa (que ha sido encontrada) y Samuha (que ha sido identificada desde 2005 basándose en archivos). Un topónimo mencionado en los textos es Tabigga / Tabikka, se considera generalmente como el nombre hitita del sitio de Maşat Höyük. 
El sitio también contiene cerámica del período heládico del siglo XIV a. C.  de Grecia continental.

## Arqueología
El sitio de Maşat Höyük mide 450 por 225 metros, con una ciudad baja y una ciudadela superior que se eleva 29 metros sobre la llanura. En 1943 fueron encontradas tablillas cuneiformes y en 1945 se realizó una pequeña excavación. El proycto no se completó hasta 1973, patrocinada por la Sociedad Histórica Turca . 
La madera recolectada por el arqueólogo Tahsin Özgüç de la Universidad de Ankara en el nivel hitita superior en Masat Höyük se ha agregado al Proyecto de Dendrocronología del Egeo, un proyecto de 30 años de duración establecido para construir cronologías de anillos de árboles del Mediterráneo oriental. La madera, que se ha datado en torno al año 1353 a. C. se recuperó de un sitio de excavación de un edificio donde los arqueólogos también habían encontrado botijas de asas importadas del Heládico Tardío IIIA/B. En 2005, el proyecto publicó un informe actualizado sobre los resultados de la investigación en dendrocronología en Anatolia.  